# S41HW
S41HWはHuaweiが開発しイー・モバイルが販売するW-CDMA及びGSM通信方式に対応するAndroidをOSに搭載したWi-Fiルーター。通称Pocket WiFi S II。

## 概要
S31HWの後継で、海外ではIDEOS X3として発売されている。海外ではOSのバージョンは2.2であるが、日本では2.3で発売された。本来IDEOS X3はSoftBankがSoftBank 004HWとして発売される予定であったが、諸般の都合により発売が中止された。